# مدرسه دودر
مدرسه دودر مربوط به سدهٔ ۹ ه.ق است و در مشهد، مجاور حرم امام رضا (ع) واقع شده و این اثر در تاریخ ۲۹ آذر ۱۳۱۶ با شمارهٔ ثبت ۳۰۱ به‌عنوان یکی از آثار ملی ایران به ثبت رسیده است.
این بنا در جوار حرم مطهر و مقابل مدرسه پریزاد واقع است و بر اساس کتیبه سردر آن به سال ۸۴۳ هجری قمری در دوران حکومت شاهرخ تیموری به همت غیاث الدین خواجه بهار ساخته شده است. این مدرسه ۴ ایوانی بوده و مشتمل بر غرفه‌ها و حجره‌هایی در دو طبقه، دو گنبد فیروزه‌ای رنگ و تزئینات کاشی‌های معرق و یکرنگ است. این بنا در عصر صفوی ۱۰۸۸ مرمت گردیده است.